# Aleucanitis clarior
Aleucanitis clarior är en fjärilsart som beskrevs av Max Wilhelm Karl Draudt 1936. Aleucanitis clarior ingår i släktet Aleucanitis och familjen nattflyn. Inga underarter finns listade i Catalogue of Life.